# جائزة سان مارينو الكبرى للدراجات النارية 2014
جائزة سان مارينو الكبرى للدراجات النارية 2014 هو سباق دراجات نارية أقيم بتاريخ 14 سبتمبر 2014 في حلبة ميزانو الدولية، ميزانو أدرياتيكو، إيطاليا. كان الجولة الثالثة عشر من أصل 18 في سباق الجائزة الكبرى للدراجات النارية موسم 2014. فاز فالنتينو روسي بفئة الموتو جي بي بينما جاء خورخي لورنزو في المركز الثاني وحصل على المركز الثالث داني بيدروسا. فاز بفئة الموتو 2 الإسباني أستيفا رابات بينما فاز بفئة الموتو 3 الإسباني أليكس رينز.

## وصلات خارجية
- الموقع الرسمي